# Ouelae
Ouelae ist ein osttimoresischer Ort im Suco Hoholau (Verwaltungsamt Aileu, Gemeinde Aileu).

## Geographie und Einrichtungen
Das Dorf Ouelae liegt im Süden der Aldeia Manubata auf einer Meereshöhe von 1197 m. Es ist über eine Straße mit dem drei Kilometer entfernten Dorf Acolimamate (Aldeia Mau-Uluria) im Nordosten und der restlichen Außenwelt verbunden. Eine kleine Straße führt nach Süden in die Dörfer der Aldeia Saharai. Die Umgebung ist stark bewaldet. Der Manomau, ein Zufluss des Gleno, fließt nördlich an Ouelae vorbei. Die Flüsse gehören zum System des Lóis.
In Ouelae befindet sich die Grundschule Manubata (Escola Básico Manubata). Außerdem gibt es hier ein Wassertank.